# Асланбейли (Азербайджан)
 Асланбейли (азерб. Aslanbəyli) — село в Газахском районе Азербайджана. Расположено на равнине, в долине реки Инджа.
В советское время было переименовано в Али-Байрамлы, но 29.05.1996 года было восстановлено прежнее название Асланбейли. В некоторых средневековых источниках название указано как Исламбейли. Предполагается, что топоним произошел от имени Асланбека, основавшего село.